# Canton de Rennes-VII
Le canton de Rennes-VII est un ancien canton français situé dans le département d'Ille-et-Vilaine et la région Bretagne.

## Histoire
Le canton est créé par décret du 23 juillet 1973 par réorganisation des quatre cantons de Rennes en dix cantons.
Il est supprimé par le décret du 25 janvier 1982 le scindant en deux cantons : le canton de Rennes VII-1 et le canton de Rennes VII-2.

## Composition
Lors de sa création, le canton de Rennes-VII comprend :
- Chantepie, Vern-sur-Seiche
- la portion de territoire de la ville de Rennes déterminée par les limites des communes de Cesson-Sévigné, Chantepie, Noyal-sur-Seiche et l'axe des voies ci-après : avenue de Crimée, boulevard de l'Yser, boulevard Oscar-Leroux, rue Adolphe-Leray, rue Saint-Hélier, rue Monseigneur-Duchesne et cours Nord de la Vilaine.

## Représentation
| Période | Période | Identité            | Étiquette | Qualité |
| ------- | ------- | ------------------- | --------- | --- |
| 1973    | 1982    | Michel Phlipponneau | PS        | Agrégé de géographie et professeur d’université 1er adjoint au maire de Rennes (1977-1989) Président de Rennes District. |